# Kamesuke Hiraga
Kamesuke Hiraga (平賀亀祐, Hiraga Kamesuke), né en 1889 à Katada (préfecture de Mie), au Japon, et mort à Paris en 1971, est un peintre, dessinateur et graveur japonais.
Kamesuke Hiraga a parfois utilisé le pseudonyme « Kamesky », surtout aux Etats-Unis dans les années 1930.

## Biographie

### Naissance et enfance au Japon
Kamesuke Hiraga naît le 25 septembre 1889 dans le village de Katada, intégré depuis 2004 à la ville de Shima dans la préfecture de Mie,,. Il est l'unique fils de Hiraga Risaburō (1864-1961), marin-pêcheur. Le petit Kamesuke est destiné à devenir marin-pêcheur mais il montre un intérêt précoce pour le dessin et l'art occidental[réf. nécessaire]. En mars 1906, à l'âge de 16 ans, il embarque seul à Kobe sur le SS Mongolia de la Pacific Mail Steamship Company à destination de San Francisco. Il a 300 yens en poche, donnés son père qu'il ne reverra qu'en 1955, 49 ans plus tard, lorsqu'il retournera au Japon[réf. nécessaire].

### Années de formation
En avril 1906, Kamesuke Hiraga émigre aux États-Unis,. Il travaille comme ouvrier, puis comme apprenti chez l'horloger-bijoutier Ogawa à San Francisco. Il travaillera aussi comme marin pêcheur à San Pedro, mettant à profit son expérience japonaise de la pêche au thon[réf. nécessaire]. À partir de 1909, il suit l'enseignement de Jules Eugene Pages au sein de la California School of Fine Arts,. En 1915, il obtient son diplôme et le Grand prix d'une exposition organisée par l'université. La même année, il est chargé de la décoration murale du pavillon japonais à l'Exposition internationale de Panama-Pacific à San Francisco. Le Japon lui confie par la suite la décoration murale de plusieurs de ses ambassades et consulats à Washington, Berlin, Panama, Hong Kong et Honolulu, capitale de l'État d'Hawaï, aux États-Unis. En 1925, il s'installe à Paris. Il entre à l'Académie Julian et devient l'élève de Lucien Simon et Paul Laurens,.

### Consécration artistique

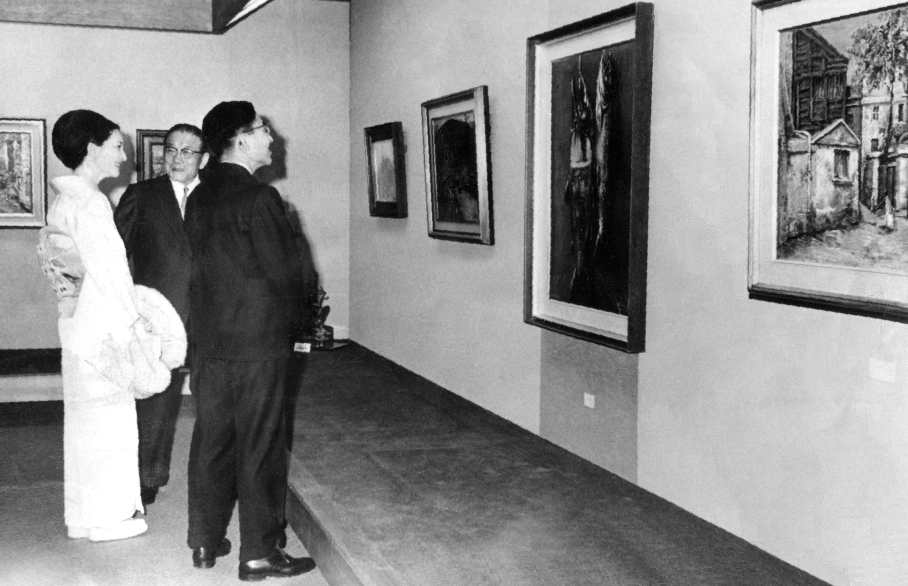
La princesse Michiko, Kamesuke Hiraga et le prince héritier Akihito lors de l'inauguration du musée Jingu (Japon).

En 1926, sa toile La Femme à l'Éventail — propriété du musée Jingū du sanctuaire d'Ise — est sélectionnée au Salon de la Société nationale des beaux-arts, une institution qu'il fréquente jusqu'en 1932,. En décembre 1930, son exposition en solo de 75 toiles à la galerie Charpentier remporte un vif succès[réf. nécessaire]. À partir de 1927, Kamesuke Hiraga expose au Salon d'automne (1927 - 1933) et au Salon des artistes français,. En 1934, il reçoit la médaille de bronze du salon. Quatre ans plus tard, son œuvre Saumon Salé lui vaut la médaille d'argent. En 1954, il se voit décerner le prix Corot du salon, et devient, grâce à une représentation d'une rue du vieux Paris, le premier Japonais récompensé de la médaille d'or,,. Au cours de son long séjour en France, il se lie d'amitié avec les peintres André Derain, Georges Braque, Pablo Picasso, Amedeo Modigliani et Tsugouharu Foujita. Il retourne au Japon en 1955, près de cinquante ans après l'avoir quitté,.

### Collections publiques
- Douarnenez - Escalier allant vers les quais, centre national d'art et de culture Georges-Pompidou, Paris (1930)[11]
- Locronan - L'église, musée des Beaux-Arts de Locronan (1933)[12]
- Chartres - Coin de la ville basse et Vieilles maisons près du pont des Minimes, musée des Beaux-Arts, Chartres (1955)[13]
- Paris - Street of Paris, National Museum of Modern Art, Tokyo, Japon (1956) [14]
- L'heure de l'apéritif, musée de la fondation Bridgestone, Kurume, Japon (1926)[15]
- La Femme à l'éventail, Jingu Museum, Shima, Japon (1926)[16],[17]

### Décès
Kamesuke Hiraga meurt à son domicile parisien le 5 novembre 1971,,. Il est enterré au cimetière du Montparnasse à Paris (4e division).

## Postérité

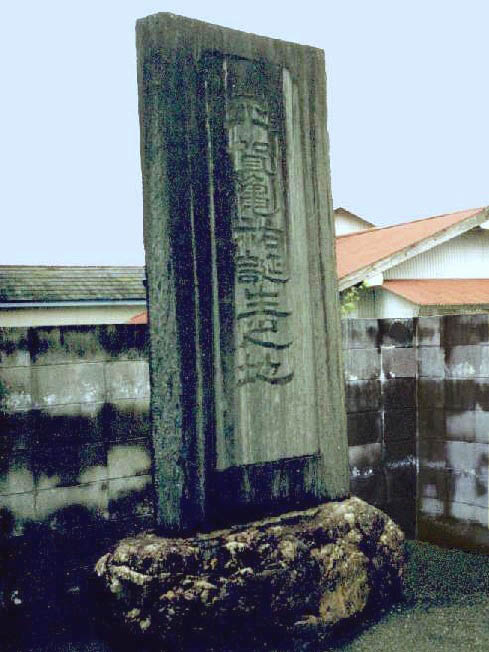
Monument commémoratif de Kamesuke Hiraga sur son lieu de naissance à Katada-Mura (Japon).

En 1972, un monument à sa mémoire est élevé dans le sanctuaire Katada Inari de Shima.
En avril 2011, dans la galerie d'art Daiō de sa ville natale, est inauguré un musée commémoratif consacré à son œuvre,,,,.
Au Japon, Kamesuke Hiraga est connu sous le nom de « poète de la lumière »,.

## Distinctions
En 1954, Kamesuke Hiraga est distingué de l'Ordre national de la Légion d'honneur par l'État français. En 1961, il est récipiendaire de l'Ordre du Trésor sacré et de la médaille au ruban bleu foncé, et en 1971, de l'Ordre du Soleil levant.

## Ouvrages
Kamesuke Hiraga, artiste de l'école Yō-ga et créateur de nombreuses œuvres picturales représentant des paysages de Bretagne,,, laisse aussi derrière lui une autobiographie : Un Clou, coécrite avec Yoneo Sakai (ja), journaliste du quotidien Asahi Shinbun et à la NHK, et publiée en 1970,,.